# Nguyễn Văn Minh (trung tướng Quân lực Việt Nam Cộng hòa)
Nguyễn Văn Minh (1929-2006) nguyên là một tướng lĩnh Bộ binh của Quân lực Việt Nam Cộng hòa, cấp bậc Trung tướng. Ông xuất thân từ những khóa đầu tại trường Võ bị Liên quân được mở ra ở Nam Cao nguyên Trung phần Việt Nam. Trong thời gian tại ngũ, ngoài chuyên môn là chỉ huy các đơn vị Bộ binh, ông cũng được biệt phái qua lĩnh vực Hành chính Quân sự làm Quân trưởng, Tỉnh trưởng. Về sau ông được đảm trách Tư lệnh một Quân đoàn trọng yếu và 2 lần Tư lệnh Biệt khu Thủ đô, một địa bàn mà trong đó tất cả các cơ quan đầu não của Chính quyền và Quân đội Việt Nam Cộng hòa đều tập trung tại đây. Bấy giờ, giới quân nhân đặt cho ông biệt danh là "Minh đờn" do khả năng trình diễn đàn guitar.

## Tiểu sử và Binh nghiệp
Ông sinh vào tháng 2 năm 1929 trong một gia đình thương nhân khá giả tại Sài Gòn, miền Nam Việt Nam. Thời niên thiếu, ông học tại Sài Gòn. Năm 1948, tốt nghiệp Trung học phổ thông chương trình Pháp với văn bằng Tú tài toàn phần (Part II). Sau khi rời học đường, ông làm nhạc công trong các ban nhạc, đệm đàn guitar cho các phòng trà ở Sài Gòn một thời gian trước khi gia nhập Quân đội.

### Quân đội Quốc gia Việt Nam
Tháng 3 năm 1951, thi hành lệnh động viên ông nhập ngũ vào Quân đội Quốc gia. Được trúng tuyển theo học khóa 4 Lý Thường Kiệt tại trường Võ bị Liên quân Đà Lạt, khai giảng ngày 1 tháng 4 năm 1951. Ngày 1 tháng 12 cùng năm mãn khóa tốt nghiệp với cấp bậc Thiếu úy hiện dịch. Ra trường ông được điều về một đơn vị Bộ binh làm Trung đội trưởng thuộc Tiểu đoàn Khinh quân Việt Nam. Năm 1953, ông được thăng cấp Trung úy, giữ chức vụ Đại đội trưởng. Năm 1954, ông được thăng cấp Đại úy tại nhiệm.

### Quân đội Việt Nam Cộng hòa
Năm 1955, sau khi Thủ tướng Ngô Đình Diệm cải danh Quân đội Quốc gia thành Quân đội Việt Nam Cộng hòa chuyển biên chế sang cơ cấu mới ông được cử làm Tiểu đoàn trưởng Tiểu đoàn 61 Việt Nam. Tháng 11 năm 1956, sau cuộc Trưng cầu Dân ý, Thủ tương Diệm lên làm Tổng thống, ông được thăng cấp Thiếu tá và được giao kiêm chức vụ Quận trưởng quận Đức Hòa, tỉnh Chợ Lớn. Tháng 6 năm 1959, ông được bổ nhiệm làm Tỉnh trưởng tỉnh An Giang thay thế Trung tá Nguyễn Cao sau khi bàn giao quận Đức Hòa lại cho Thiếu tá Đỗ Kiến Nhiễu. Ngày Quốc khánh Đệ nhất Cộng hòa 26 tháng 10 năm 1960, ông được thăng cấp Trung tá tại nhiệm.

### Quan lộ hanh thông
Khi cuộc đảo chính 1 tháng 11 năm 1963 nổ ra, ông được các tướng lĩnh chỉ huy đảo chính chỉ định làm Chỉ huy trưởng Lữ đoàn B Cà Mau thuộc Sư đoàn 21 Bộ binh sau khi bàn giao tỉnh An Giang lại cho Thiếu tá Châu Văn Tiên. Ngày 4 tháng 11 ông được đặc cách thăng cấp Đại tá.
Trung tuần tháng 3 năm 1965, ông được bổ nhiệm làm Tư lệnh Sư đoàn 21 Bộ binh thay thế Thiếu tướng Đặng Văn Quang. Ngày kỷ niệm lần thứ 2 Cách mạng 1 tháng 11 thành công (năm 1965), ông được thăng cấp Chuẩn tướng tại nhiệm. Tháng 1 năm 1968, ông được thăng cấp Thiếu tướng tại nhiệm.
Đầu tháng 6 năm 1968, bàn giao Sư đoàn 21 lại cho Chuẩn tướng Nguyễn Vĩnh Nghi, ông được chuyển về Trung ương giữ chức vụ Tư lệnh Biệt khu Thủ đô thay Đại tá Nguyễn Văn Giám (bị thương trong vụ trực thăng Mỹ bắn lầm tại Chợ Lớn vào ngày 2 tháng 6 năm 1968). Cấp phó cho ông là Đại tá Phan Đình Thứ.
Thượng tuần tháng 1 năm 1971, ông được lệnh bàn giao Biệt khu Thủ đô lại cho Phó Đô đốc Chung Tấn Cang. Hạ tuần tháng 2 ông được bổ nhiệm vào chức vụ Tư lệnh Quân đoàn III và Quân khu 3 thay thế Trung tướng Đỗ Cao Trí bị tử nạn trực thăng ngày 23 tháng 2 năm 1971 tại Tây Ninh.
Ngày Quốc khánh Đệ nhị Cộng hòa 1 tháng 11 năm 1972, ông được thăng cấp Trung tướng tại nhiệm. Ngày 19 tháng 6 năm 1973, ông được cử làm Tổng Chỉ huy cuộc duyệt binh tại Quảng trường Thống nhất nhân kỷ niệm lần thứ 7 ngày Quân lực. Cuối tháng 10 năm cùng năm, ông được chỉ định giữ chức vụ Chỉ huy trưởng Trường Bộ binh Thủ Đức, hoán chuyển nhiệm vụ với Trung tướng Phạm Quốc Thuần. ngày Quốc khánh 1 tháng 11 năm 1974, ông được chuyển nhiệm vụ về Bộ Tổng Tham mưu làm Tổng thanh tra Quân lực Việt Nam Cộng hòa.

## 1975
Ngày 24 tháng 3 năm 1975, ông được tái bổ nhiệm làm Tư lệnh Biệt khu Thủ đô kiêm Tổng trấn Đô Thành Sài Gòn, Chợ Lớn thay thế Phó Đô đốc Chung Tấn Cang. Tuy nhiên, đến ngày 28 tháng 4, ông rời bỏ nhiệm sở cùng gia đình di tản khỏi VN. Sau đó được sang định cư tại Tp San Diego, Tiểu bang California, Hoa Kỳ.
Ngày 24 tháng 11 năm 2006 ông từ trần tại nơi định cư, hưởng thọ 77 tuổi.
(Bộ tư lệnh Biệt khu Thủ đô vào ngày tướng Nguyễn Văn Minh đào nhiệm, chỉ còn lại Chuẩn tướng Lý Bá Hỷ và một số sĩ quan trung cấp. Sáng ngày 29 tháng 4, tân Tổng thống Dương Văn Minh bổ nhiệm Trung tướng Lâm Văn Phát làm Tư lệnh, nhưng chỉ hơn 24 tiếng sau Biệt khu Thủ đô cùng với toàn Quân lực VNCH đầu hàng vô điều kiện).
- Biệt khu Thủ đô vào những ngày cuối tháng 4/1975, nhân sự ở Bộ tư lệnh được phân bổ trách nhiệm như sau:

-Tư lệnh - Trung tướng Nguyễn Văn Minh
-Tư lệnh - Trung tướng Lâm Văn Phát
-Tư lệnh phó - Chuẩn tướng Lý Bá Hỷ
-Tham mưu trưởng - Đại tá Ngô Văn Minh
-An ninh Quân đội - Đại tá Phạm Tài Điệt
-Chỉ huy Pháo binh - Trung tá Nguyễn Đạt Sinh
-Hải quân Biệt khu - Đại tá Bùi Kim Nguyệt
Ngày 28 thăng 4, ông đào nhiệm và cùng gia đình di tản khỏi VN. Sau đó dến Hoa Kỳ. Cư ngụ tại Tp San Diago, California, Hoa Kỳ.
Ngày 24/11/2006, từ trần tại nơi định cư, hưởng thọ 77 tuổi.

## Gia đình
- Bà Phan Thị Mỹ Dung
- Các con: Nguyễn Minh Tuấn, Nguyễn Minh Thông, Nguyễn Minh Thái, Nguyễn Lâm Mỹ Linh, Janssens Nguyễn Minh Tâm và Nguyễn Minh Tuân